# Publications of the Astronomical Society of the Pacific
Publications of the Astronomical Society of the Pacific (PASP, Публікації Тихоокеанського астрономічного товариства) — щомісячний науковий журнал, що видається Тихоокеанським астрономічним товариством. Публікує дослідні та оглядові статті, статті про прилади та резюме дисертацій в галузі астрономії та астрофізики. З 1999 по 2016 рік друкувався видавництвом Чиказького університету, а з 2016 року — видавництвом IOP Publishing. Поточний головний редактор — Джефф Мангам із Національної радіоастрономічної обсерваторії.
PASP видається щомісяця з 1899 року і поряд з Astrophysical Journal, Astronomical Journal, Astronomy and Astrophysics та Monthly Notices of the Royal Astronomical Society є одним з провідних журналів, що публікують астрономічні дослідження.